# 전국고등학생연맹
전국 고등학생 연맹(프랑스어: Union nationale lycéenne; UNL)은 1994년 설립된 프랑스의 고등학생 조직체 로, OBESSU의 구성원이다.

## 같이 보기
- 총학생회